# Лобачёвка (река)
Лобачёвка — малая река в посёлке Верх-Нейвинском Свердловской области России. Устье реки находится в 273 км по правому берегу реки Нейвы. Длина реки составляет 2 км.
Высота устья — 250,3 м над уровнем моря.

## География
Лобачёвка протекает в северной части посёлка Верх-Нейвинского: в верхнем течении — преимущественно по лесистой местности, в нижнем — на окраине жилой зоны. Река запружена в районе пересечения с улицей Баскова — к востоку от неё на реке расположен небольшой пруд шириной около 60 м. Ширина Лобачёвки в обычном её течении не превышает 2-2,5 м. Длина реки — примерно 2 км. Исток Лобачёвки расположен в лесу рядом с районом новой жилой застройки на северо-востоке посёлка, устье — в 60 м к западу от улицы Ленина, напротив небольшого поля в пойме реки Нейвы, на северо-западе населённого пункта.
Название реки Лобачёвки также легло в основу именования прилегающей местности среди местного населения. Ранее на левом берегу Лобачёвки, на северо-западном склоне Берёзовой горы, ежегодно проводились празднования дня посёлка и дня металлурга. После вырубки леса и начала застройки местности к востоку от улицы Баскова культурные мероприятия в этой местности не проводятся.

## Артезианская скважина
В местности, где протекает Лобачёвка, на глубине ста метров имеются подземные воды, относящееся к Большеуральскому сложному бассейну безнапорных и напорных вод. На правом берегу реки находится предприятие ООО «Источник» по автоматизированному розливу питьевой артезианской воды.